# スコット・ステューバー
スコット・ステューバー（Scott Stuber）は、アメリカ合衆国の映画プロデューサーである。

## 私生活
カリフォルニア州ロサンゼルス市グラナダヒルズ地区で生まれる。2008年7月26日、コロラド州アスペンで女優のレイチェル・ニコルズと結婚したが、その7ヶ月後には既に離婚したことを発表した。2011年5月31日、女優でモデルのモリー・シムズとの婚約を発表し、9月24日に結婚した。

## キャリア
メアリー・ペアレントと共にユニバーサル・ピクチャーズの製作部門の共同社長を務めており、また2004年に2人は同社の世界製作部門の副会長となった。2005年、ユニバーサルはステューバー/ペアレント・プロダクションと製作契約を結んだ。
2008年、ステューバーは自身の会社であるステューバー・ピクチャーズとユニバーサルの間に5年間の契約を結んだ。彼はこれまでに『ぼくたちの奉仕活動』（2008年）、『ミート・ザ・ジェンキンズ』（2008年）、『キングダム/見えざる敵』（2007年）、『トラブル・マリッジ カレと私とデュプリーの場合』（2006年）、『ハニーVS.ダーリン 2年目の駆け引き』（2006年）などにクレジットされている。

## フィルモグラフィ
- ハニーVS.ダーリン 2年目の駆け引き The Break-Up（2006）製作
- トラブル・マリッジ カレと私とデュプリーの場合 You, Me and Dupree（2006）製作
- キングダム/見えざる敵 The Kingdom（2007）製作
- ミート・ザ・ジェンキンズ Welcome Home, Roscoe Jenkins（2008）製作
- ぼくたちの奉仕活動 Role Models]（2008）製作
- わすれた恋のはじめかた Love Happens（2009）製作
- ウルフマン The Wolfman（2010）製作
- レポゼッション・メン Repo Men（2010）製作
- ラブ & ドラッグ Love and Other Drugs（2010）製作
- ロード・オブ・クエスト ドラゴンとユニコーンの剣 Your Highness（2011）製作
- デンジャラス・ラン Safe House（2012）製作
- バトルシップ Battleship（2012）製作
- テッド Ted（2012）製作
- アドミッション -親たちの入学試験- Admission（2013）製作
- 47RONIN 47 Ronin（2013）製作
- 荒野はつらいよ アリゾナより愛をこめて A Million Ways to Die in the West（2014）製作
- ニュートン・ナイト 自由の旗をかかげた男 Free State of Jones（2016）製作
- セントラル・インテリジェンス Central Intelligence（2016）製作
- パトリオット・デイ Patriots Day（2016）製作
- バード・ボックス Bird Box（2018）製作